# مارکو گروییچ
مارکو گروییچ (سیریلیک صربی: Марко Грујић؛ زادهٔ ۱۳ آوریل ۱۹۹۶)یک فوتبالیست حرفه ای صربستانی است که در پست هافبک برای باشگاه پورتو در لیگ برتر پرتغال و تیم ملی صربستان بازی می‌کند.